# Nikitajewo
Nikitajewo (ros. Никитаево) – wieś (sieło) w Rosji, w obwodzie irkuckim, w rejonie tułuńskim. W 2010 liczyła 336 mieszkańców.